# Persone di nome Osvaldo
| Questa pagina contiene informazioni ricavate automaticamente dalle voci biografiche con l'ausilio del template Bio e di un bot. L'aggiornamento è periodico e automatico e ricostruisce completamente la pagina. Se manca una persona in questa lista, sei pregato di non aggiungerla, ma accertati piuttosto che la sua voce biografica contenga il template Bio e che i dati anagrafici siano correttamente compilati. Se il template Bio manca, inseriscilo tu stesso o, in alternativa, metti l'avviso {{tmp\|Bio}} che ne segnala la mancanza. Se i dati riportati sono sbagliati, correggi direttamente la voce biografica; le modifiche saranno visibili in questa lista entro pochi giorni. Per chiarimenti vedi il progetto antroponimi. La lista contiene solo le 136 persone che sono citate nell'enciclopedia e per le quali è stato implementato correttamente il template Bio. Pagina aggiornata al 22 lug 2025. |

Questa è una lista di persone presenti nell'enciclopedia che hanno il nome Osvaldo, suddivise per attività principale.

## Agronomi(1)
- Osvaldo Orsi, agronomo italiano (Rovereto, n. 1862 - San Michele all'Adige, † 1944)

## Allenatori di calcio(10)
- Osvaldo Barsottini, allenatore di calcio e ex calciatore argentino (Tandil, n. 1981)
- Osvaldo Brandão, allenatore di calcio brasiliano (Taquara, n. 1916 - San Paolo, † 1989)
- Osvaldo Fattori, allenatore di calcio e calciatore italiano (San Michele Extra, n. 1922 - Milano, † 2017)
- Osvaldo Heriberto Hurtado, allenatore di calcio e ex calciatore cileno (Arica, n. 1957)
- Osvaldo Jaconi, allenatore di calcio e ex calciatore italiano (Mandello del Lario, n. 1947)
- Osvaldo Motto, allenatore di calcio e ex calciatore italiano (Vado Ligure, n. 1942)
- Osvaldo Piazza, allenatore di calcio e ex calciatore argentino (Buenos Aires, n. 1947)
- Osvaldo Sacchi, allenatore di calcio e calciatore italiano (Napoli, n. 1900 - Napoli, † 1984)
- Nito Veiga, allenatore di calcio e calciatore argentino (Sarandí, n. 1928 - Avellaneda, † 2004)
- Osvaldo Zubeldía, allenatore di calcio e calciatore argentino (Junín, n. 1927 - Medellín, † 1982)

## Ammiragli(1)
- Osvaldo Paladini, ammiraglio italiano (San Marco Argentano, n. 1866 - Roma, † 1938)

## Animatori(1)
- Osvaldo Cavandoli, animatore, regista e fumettista italiano (Toscolano Maderno, n. 1920 - Milano, † 2007)

## Arbitri di calcio(1)
- Osvaldo Savio, arbitro di calcio italiano (Torino, n. 1909 - Torino, † 1978)

## Architetti(2)
- Osvaldo Armanni, architetto italiano (Perugia, n. 1855 - Roma, † 1929)
- Osvaldo Borsani, architetto, designer e imprenditore italiano (Varedo, n. 1911 - Milano, † 1985)

## Arcivescovi(1)
- Osvaldo di Worcester, arcivescovo inglese († 992)

## Attori(6)
- Osvaldo Genazzani, attore italiano (Terni)
- Osvaldo Guidi, attore, drammaturgo e regista teatrale argentino (Máximo Paz, n. 1964 - Buenos Aires, † 2011)
- Osvaldo Laport, attore uruguaiano (Juan Lacaze, n. 1956)
- Osvaldo Miranda, attore argentino (Buenos Aires, n. 1915 - Buenos Aires, † 2011)
- Osvaldo Ruggieri, attore e doppiatore italiano (Bari, n. 1928 - Roma, † 2020)
- Osvaldo Valenti, attore e militare italiano (Costantinopoli, n. 1906 - Milano, † 1945)

## Aviatori(1)
- Osvaldo Alasonatti, aviatore, partigiano e militare italiano (Torino, n. 1922 - Torino, † 1944)

## Biologi(1)
- Osvaldo Reig, biologo e paleontologo argentino (n. 1929 - † 1992)

## Calciatori(47)
- Osvaldo Aliatis, calciatore italiano (Milano, n. 1894)
- Osvaldo Alonso, ex calciatore cubano (San Cristóbal, n. 1985)
- Osvaldo Aquino, ex calciatore paraguaiano (n. 1952)
- Osvaldo Ardiles, ex calciatore e allenatore di calcio argentino (Córdoba, n. 1952)
- Osvaldo Arecco, ex calciatore italiano (Genova, n. 1955)
- Osvaldo Arroyo, calciatore argentino (Santa Fe, n. 1995)
- Osvaldo Bagnoli, ex calciatore e allenatore di calcio italiano (Milano, n. 1935)
- Osvaldo Biancardi, calciatore italiano (Milano, n. 1929 - Milano, † 1988)
- Osvaldo Bosso, calciatore cileno (Santiago del Cile, n. 1993)
- Osvaldo Butturini, calciatore italiano (Verona, n. 1897 - Verona, † 1943)
- Osvaldo Canobbio, ex calciatore uruguaiano (Montevideo, n. 1973)
- Capita, calciatore angolano (Luanda, n. 2002)
- Osvaldo Castro, ex calciatore cileno (Copiapó, n. 1948)
- Osvaldo Cortés, ex calciatore argentino (Buenos Aires, n. 1950)
- Osvaldo Héctor Cruz, calciatore argentino (Avellaneda, n. 1931 - † 2023)
- Osvaldo Díaz, ex calciatore paraguaiano (San Lorenzo, n. 1981)
- Manucho Diniz, calciatore angolano (n. 1986)
- Osvaldo Fatica, calciatore italiano
- Osvaldo Ferrini, calciatore e allenatore di calcio italiano (Torino, n. 1914 - Mombaruzzo, † 1991)
- Osvaldo Filho, calciatore brasiliano (Fortaleza, n. 1987)
- Nicolás Gaitán, calciatore argentino (San Martín, n. 1988)
- Osvaldo González, calciatore cileno (Concepción, n. 1984)
- Osvaldo Güenzatti, ex calciatore argentino (Buenos Aires, n. 1931)
- Osvaldo Landoni, calciatore argentino (Buenos Aires, n. 1914 - Buenos Aires, † 1991)
- Osvaldo Lucas, ex calciatore messicano (Tampico, n. 1977)
- Osvaldo Mancini, ex calciatore italiano (Ascoli Piceno, n. 1969)
- Osvaldo Martínez, calciatore paraguaiano (Luque, n. 1986)
- Osvaldo Martini, calciatore italiano (Castelfranco di Sotto, n. 1911 - Castelfranco di Sotto, † 1977)
- Osvaldo Mazzi, calciatore italiano (Milano, n. 1910 - Milano, † 1987)
- Osvaldo Mura, ex calciatore argentino (Sarandí, n. 1942)
- Osvaldo Nardiello, calciatore argentino (Rosario, n. 1936 - † 2020)
- Osvaldo Novo, calciatore italiano (Torino, n. 1896 - Torino, † 1983)
- Osvaldo Baliza, calciatore brasiliano (Tanguá, n. 1923 - Rio de Janeiro, † 1999)
- Osvaldo Peralta, ex calciatore paraguaiano (n. 1971)
- Osvaldo Perazzo, calciatore italiano (Frascarolo, n. 1913)
- Osvaldo Peretti, calciatore argentino (Buenos Aires, n. 1921 - Calendasco, † 2015)
- Osvaldo Potente, ex calciatore argentino (Buenos Aires, n. 1951)
- Osvaldo Riva, calciatore italiano (Cesena, n. 1937 - Longiano, † 2020)
- Osvaldo Rodríguez, ex calciatore costaricano (Guápiles, n. 1990)
- Osvaldo Rodríguez, calciatore messicano (San Luis Potosí, n. 1996)
- Osvaldo Sáez, calciatore cileno (n. 1923 - † 1959)
- Osvaldo Salamina, calciatore italiano (Milano, n. 1897 - Milano, † 1978)
- Osvaldo Norberto Santos, ex calciatore argentino (Bahía Blanca, n. 1953)
- Osvaldo Toriani, calciatore argentino (Buenos Aires, n. 1937 - Buenos Aires, † 1988)
- Osvaldo Trebbi, calciatore italiano (Gaggio di Piano, n. 1914 - Castelfranco Emilia, † 1977)
- Osvaldo Velloso de Barros, calciatore brasiliano (Corumbá, n. 1908 - Corumbá, † 1996)
- Vado Kitenga, calciatore angolano (Luanda, n. 1993)

## Cantautori(2)
- Lenine, cantautore, musicista e produttore discografico brasiliano (Recife, n. 1959)
- Osvaldo Supino, cantautore italiano (Torremaggiore, n. 1984)

## Cestisti(1)
- Osvaldo Jeanty, ex cestista e allenatore di pallacanestro haitiano (n. 1983)

## Chitarristi(1)
- Osvaldo Di Dio, chitarrista e compositore italiano (Napoli, n. 1980)

## Ciclisti su strada(2)
- Osvaldo Bailo, ciclista su strada italiano (Serravalle Scrivia, n. 1912 - Serravalle Scrivia, † 1997)
- Osvaldo Bettoni, ex ciclista su strada e pistard italiano (Leno, n. 1952)

## Compositori(3)
- Osvaldo Coluccino, compositore e poeta italiano (Domodossola, n. 1963)
- Osvaldo Farrés, compositore cubano (Quemado de Güines, n. 1902 - North Bergen, † 1985)
- Osvaldo Golijov, compositore e musicista argentino (La Plata, n. 1960)

## Critici teatrali(1)
- Osvaldo Guerrieri, critico teatrale, giornalista e scrittore italiano (Chieti, n. 1944)

## Dirigenti sportivi(2)
- Juninho Paulista, dirigente sportivo e ex calciatore brasiliano (San Paolo, n. 1973)
- Osvaldo Verdi, dirigente sportivo, allenatore di calcio e calciatore italiano (Voghera, n. 1939 - Voghera, † 2017)

## Educatori(1)
- Osvaldo Monass, educatore italiano (Zara, n. 1907 - Roma, † 2000)

## Generali(1)
- Osvaldo I di Zurlauben, generale svizzero († 1549)

## Geografi(1)
- Osvaldo Baldacci, geografo italiano (Sassari, n. 1914 - Roma, † 2007)

## Giocatori di baseball(1)
- Osvaldo Fernández, giocatore di baseball cubano (Holguín, n. 1968)

## Giornalisti(7)
- Osvaldo Bevilacqua, giornalista, autore televisivo e conduttore televisivo italiano (Orte, n. 1940)
- Osvaldo De Micheli, giornalista e sceneggiatore italiano (Galatina, n. 1931)
- Osvaldo De Paolini, giornalista italiano (Cremona, n. 1950)
- Osvaldo Gnocchi Viani, giornalista e politico italiano (Ostiglia, n. 1837 - Milano, † 1917)
- Osvaldo Moles, giornalista, conduttore radiofonico e paroliere brasiliano (Santos, n. 1913 - San Paolo, † 1967)
- Osvaldo Sanini, giornalista, poeta e scrittore italiano (La Canea, Grecia, n. 1874 - Grottaminarda, † 1962)
- Osvaldo Soriano, giornalista e scrittore argentino (Mar del Plata, n. 1943 - Buenos Aires, † 1997)

## Hockeisti su pista(1)
- Osvaldo Gonella, hockeista su pista e allenatore di hockey su pista argentino (San Martín, n. 1967 - Villa Mercedes, † 2021)

## Ingegneri(1)
- Osvaldo Abbondanza, ingegnere e partigiano italiano (Cesena, n. 1921 - Roma, † 2006)

## Lottatori(2)
- Osvaldo Ferrari, ex lottatore italiano (Genova, n. 1942)
- Osvaldo Riva, lottatore italiano (Genova, n. 1927 - Genova, † 2004)

## Maratoneti(1)
- Osvaldo Faustini, ex maratoneta italiano (n. 1956)

## Medici(2)
- Osvaldo Peredo, medico, guerrigliero e politico boliviano (Trinidad, n. 1941 - † 2021)
- Osvaldo Polimanti, medico e fisiologo italiano (Otricoli, n. 1869 - Otricoli, † 1947)

## Militari(2)
- Osvaldo Conti, militare e marinaio italiano (Capua, n. 1915 - Durazzo, † 1939)
- Osvaldo Remotti, militare, aviatore e partigiano italiano (Alessandria, n. 1922 - Rodi, † 1944)

## Montatori(1)
- Osvaldo Bargero, montatore italiano (Milano, n. 1947)

## Pallanuotisti(3)
- Osvaldo Codaro, pallanuotista, allenatore di pallanuoto e arbitro di pallanuoto argentino (Avellaneda, n. 1930 - Rio de Janeiro, † 2017)
- Osvaldo Mariño, pallanuotista uruguaiano (Montevideo, n. 1923 - Montevideo, † 2007)
- Osvaldo Martínez Jara, pallanuotista cileno (San Fernando, n. 1922 - † 2002)

## Pallavolisti(1)
- Osvaldo Hernández, ex pallavolista cubano (Camagüey, n. 1970)

## Pianisti(1)
- Osvaldo Pugliese, pianista, direttore d'orchestra e compositore argentino (Buenos Aires, n. 1905 - Buenos Aires, † 1995)

## Pittori(6)
- Osvaldo Barbieri, pittore italiano (Piacenza, n. 1895 - Piacenza, † 1958)
- Osvaldo Bignami, pittore italiano (Lodi, n. 1856 - Civate, † 1936)
- Osvaldo Brussa, pittore italiano (Venezia - Venezia)
- Osvaldo Licini, pittore e scrittore italiano (Monte Vidon Corrado, n. 1894 - Monte Vidon Corrado, † 1958)
- Osvaldo Peruzzi, pittore italiano (Milano, n. 1907 - Livorno, † 2004)
- Osvaldo Tordi, pittore italiano (Firenze, n. 1914 - Firenze, † 1949)

## Poeti(1)
- Osvaldo Ramous, poeta e scrittore italiano (Fiume, n. 1905 - Fiume, † 1981)

## Politici(10)
- Osvaldo Angeli, politico italiano (Casola in Lunigiana, n. 1944)
- Osvaldo Cagnasso, politico e antifascista italiano (Alba, n. 1901 - Alba, † 1987)
- Osvaldo Di Lembo, politico italiano (Campobasso, n. 1928 - Campobasso, † 2016)
- Osvaldo Dorticós Torrado, politico cubano (Cienfuegos, n. 1919 - L'Avana, † 1983)
- Osvaldo Hurtado Larrea, politico ecuadoriano (Guayaquil, n. 1939)
- Osvaldo Napoli, politico italiano (Torino, n. 1944)
- Osvaldo Prosperi, politico italiano (Treia, n. 1887 - La Spezia, † 1964)
- Osvaldo Scrivani, politico italiano (Mosciano Sant'Angelo, n. 1946)
- Osvaldo Sebastiani, politico italiano (Ceccano, n. 1888 - Passirano, † 1944)
- Osvaldo Tozzi, politico italiano (Radicondoli, n. 1930)

## Presbiteri(1)
- Osvaldo Raineri, presbitero e orientalista italiano (Schilpario, n. 1935)

## Produttori cinematografici(1)
- Osvaldo Civirani, produttore cinematografico, regista e fotografo italiano (Roma, n. 1917 - Roma, † 2008)

## Registi(1)
- Osvaldo Langini, regista e sceneggiatore italiano (Varese, n. 1922 - † 2016)

## Scenografi(1)
- Osvaldo Desideri, scenografo italiano (Roma, n. 1939 - Roma, † 2023)

## Sciatori alpini(1)
- Osvaldo Picchiottino, ex sciatore alpino e allenatore di sci alpino italiano (Ronco Canavese, n. 1932)

## Scrittori(2)
- Osvaldo Bayer, scrittore, storico e giornalista argentino (Santa Fe, n. 1927 - Buenos Aires, † 2018)
- Osvaldo Lamborghini, scrittore e poeta argentino (Buenos Aires, n. 1940 - Barcellona, † 1985)

## Scultori(1)
- Aldo Calò, scultore italiano (San Cesario di Lecce, n. 1910 - Roma, † 1983)

## Sovrani(1)
- Osvaldo di Northumbria, sovrano britannico